# Distrito de Lubin
Lubin (polaco: powiat lubiński) es un distrito (powiat) del voivodato de Baja Silesia (Polonia). Fue constituido el 1 de enero de 1999 como resultado de la reforma del gobierno local de Polonia aprobada el año anterior. Limita con otros cinco distritos de Baja Silesia: al norte con Głogów y Góra, al este con Wołów, al sur con Legnica y al oeste con Polkowice; y está dividido en cuatro municipios (gmina): uno urbano (Lubin), otro urbano-rural (Ścinawa) y dos rurales (Lubin y Rudna). En 2011, según la Oficina Central de Estadística polaca, el distrito tenía una superficie de 711,62 km² y una población de 105 022 habitantes.